# LSD (jeu vidéo)
Pour les articles homonymes, voir LSD (homonymie).
LSD est un jeu vidéo d'aventure expérimental développé et édité par Asmik Ace Entertainment, sorti en 1998 sur PlayStation.
Il a été créé d'après le journal de rêves de Hiroko Nishikawa, une membre de l'équipe de développement, qu'elle avait tenu pendant une décennie. Il s'agit d'un des trois produits sortis liés à ce journal (les autres étant un CD de musique, appelé LSD And Remixes et le journal lui-même, publié sous le nom de Lovely Sweet Dream en nombre de tirages limité).

## Développement
LSD est conçu par Osamu Sato, un artiste japonais, sur base du journal de rêves de Hiroko Nishikawa.

## Postérité
En 2015, les auteurs de l'Anthologie PlayStation écrivent ceci : « Ce véritable OVNI constitue un des titres les plus atypiques de la PlayStation, et probablement du jeu vidéo en général, tant il s'éloigne de tous les concepts et de tous les repères établis en la matière. »
En 2018, la rédaction du site Den of Geek mentionne le jeu en 47e position d'un top 60 des jeux Playstation sous-estimés : « Sans le moindre de doute le jeu le plus bizarre de cette liste, et possiblement de tous les temps. »
En 2020, Ryan Epps du site The Gamer estime que le jeu se prêterait bien à une recréation dans Dreams. 